# Olympische Winterspiele 2022/Teilnehmer (Türkei)
| Gelbes Symbol für Goldmedaillen mit stilisierten Olympischen Ringen | Graues Symbol für Silbermedaillen mit stilisierten Olympischen Ringen | Braundes Symbol für Bronzemedaillen mit stilisierten Olympischen Ringen |
| ------------------------------------------------------------------- | --------------------------------------------------------------------- | ----------------------------------------------------------------------- |
| —                                                                   | —                                                                     | —                                                                       |

Die Türkei nahm an den Olympischen Winterspielen 2022 in Peking teil. Es war die 18. Teilnahme des Landes an Olympischen Winterspielen. Vier Athleten und drei Athletinnen wurden nominiert.

## Teilnehmer nach Sportarten

### Shorttrack
| Athlet      | Wettbewerb | Vorlauf      | Vorlauf | Viertelfinale | Viertelfinale | Halbfinale   | Halbfinale | Finale B     | Finale B | Rang |
| Athlet      | Wettbewerb | Zeit         | Rang    | Zeit          | Rang          | Zeit         | Rang       | Zeit         | Rang     | Rang |
| ----------- | ---------- | ------------ | ------- | ------------- | ------------- | ------------ | ---------- | ------------ | -------- | ---- |
| Männer      |            |              |         |               |               |              |            |              |          |      |
| Furkan Akar | 1000 m     | 1:25,462 min | 2       | 1:25,490 min  | 1             | 1:27,102 min | 3          | 1:36,052 min | 2        | 6    |

### Ski Alpin
| Athleten          | Wettbewerbe  | 1. Lauf     | 1. Lauf | 2. Lauf       | 2. Lauf       | Gesamt        | Gesamt        |
| Athleten          | Wettbewerbe  | Zeit        | Rang    | Zeit          | Rang          | Zeit          | Rang          |
| ----------------- | ------------ | ----------- | ------- | ------------- | ------------- | ------------- | ------------- |
| Frauen            |              |             |         |               |               |               |               |
| Özlem Çarıkçıoğlu | Riesenslalom | 1:15,98 min | 58      | 1:14,75 min   | 47            | 2:30,73 min   | 48            |
| Özlem Çarıkçıoğlu | Slalom       | 1:09,45 min | 56      | 1:09,47 min   | 49            | 2:18,92 min   | 49            |
| Männer            |              |             |         |               |               |               |               |
| Berkin Usta       | Riesenslalom | 1:17,91 min | 45      | 1:24,81 min   | 43            | 2:42,72 min   | 43            |
| Berkin Usta       | Slalom       | DNF         | DNF     | ausgeschieden | ausgeschieden | ausgeschieden | ausgeschieden |

### Skilanglauf
| Athleten           | Wettbewerbe     | Zeit        | Rang |
| ------------------ | --------------- | ----------- | ---- |
| Frauen             |                 |             |      |
| Ayşenur Duman      | 10 km Klassisch | 37:36,7 min | 87   |
| Özlem Ceren Dursun | 10 km Klassisch | 39:17,6 min | 92   |
| Männer             |                 |             |      |
| Yusuf Emre Fırat   | 15 km Klassisch | DNF         | DNF  |

| Athleten                         | Wettbewerbe | Qualifikation | Qualifikation | Viertelfinale | Viertelfinale | Halbfinale    | Halbfinale    | Finale        | Finale        | Rang |
| Athleten                         | Wettbewerbe | Zeit          | Rang          | Zeit          | Rang          | Zeit          | Rang          | Zeit          | Rang          | Rang |
| -------------------------------- | ----------- | ------------- | ------------- | ------------- | ------------- | ------------- | ------------- | ------------- | ------------- | ---- |
| Frauen                           |             |               |               |               |               |               |               |               |               |      |
| Ayşenur Duman                    | Sprint      | 4:08,47 min   | 85            | ausgeschieden | ausgeschieden | ausgeschieden | ausgeschieden | ausgeschieden | ausgeschieden | 85   |
| Ayşenur Duman Özlem Ceren Dursun | Team-Sprint | —             | —             | —             | —             | LAP           | 12            | ausgeschieden | ausgeschieden | 23   |
| Männer                           |             |               |               |               |               |               |               |               |               |      |
| Yusuf Emre Fırat                 | Sprint      | 3:15,96       | 80            | ausgeschieden | ausgeschieden | ausgeschieden | ausgeschieden | ausgeschieden | ausgeschieden | 80   |

### Skispringen
| Athleten            | Wettbewerb    | Qualifikation | Qualifikation | Qualifikation | 1. Durchgang | 1. Durchgang | 1. Durchgang | 2. Durchgang  | 2. Durchgang  | 2. Durchgang  | Gesamt | Gesamt |
| Athleten            | Wettbewerb    | Weite         | Punkte        | Rang          | Weite        | Punkte       | Rang         | Weite         | Punkte        | Rang          | Punkte | Rang   |
| ------------------- | ------------- | ------------- | ------------- | ------------- | ------------ | ------------ | ------------ | ------------- | ------------- | ------------- | ------ | ------ |
| Männer              |               |               |               |               |              |              |              |               |               |               |        |        |
| Fatih Arda İpcioğlu | Normalschanze | 74,5 m        | 52,8          | 46            | 99,0 m       | 115,0        | 36           | ausgeschieden | ausgeschieden | ausgeschieden | 115,0  | 36     |
| Fatih Arda İpcioğlu | Großschanze   | 116,0 m       | 94,6          | 40            | 124,0 m      | 109,5        | 40           | ausgeschieden | ausgeschieden | ausgeschieden | 109,5  | 40     |